# DRUG
『DRUG』（ドラッグ）は、日本の教育映画。青少年育成国民会議配給、2001年製作。「ドラッグ」＝乱用薬物の恐ろしさを描いた映画。全国の中学校、高等学校向けに配給され、授業の一環として鑑賞されている。

## あらすじ
都内の名門女子高校に通う沙耶香は、いじめと過食症に悩んでいた。しかし両親は仕事の忙しさから沙耶香に構ってはくれない。
そんなとき、学校をサボって渋谷を歩いているとVJを夢見る少年・健治と出会う。交流を深めていく2人だが、彼は優秀な兄と比べられるストレスなどから、クラスメイトに勧められるまま覚醒剤に手を出していた。彼の周りの人間でモデルを目指す美樹や、暴走族のリーダー成一、仲間の元気も覚醒剤に蝕まれていく。健治が覚醒剤をしていることを知った沙耶香は覚醒剤をやめるよう健治を説得するが、健治は暴動を起こして入院する。

## キャスト
- 高階沙耶香：黒須麻耶
- 小田島健治：徳山秀典
- 近藤美樹：真木よう子
- 麻衣：菊地百合子（菊地凛子）
- 恭平：高槻純
- 元気：山本一輝
- 秀人：高橋一生
- 倉田政志：伊原剛志
- 小田島健太郎：藤田哲也
- 高階美津子（沙耶香の母）：高橋恵子
- 高階雄次（沙耶香の父）：蟹江敬三
- 丹羽暁子：司葉子
- 笹村真：山下徹大
- 相川紀子：いしのようこ
- 柳川恵子：寺島しのぶ
- 平川芳恵：樹木希林
- 平川昭一郎：坂上二郎
- 河合彰：笹野高史
- 小田島知実：朝加真由美
- 小田島聡：下元史朗
- 樺島京子：風祭ゆき
- 本城邦明：田口トモロヲ
- 殿山成一：俊藤光利
- 藤原直子：韓由美
- 星まどか：鷲野由美
- 都築：あき竹城
- 佳織：中丸シオン
- 優奈：吹石一恵
- 佐恵：馬場喬子
- 智恵美：黒沢ゆう子
- 県立高校数学教師：徳井優
- トークショーの司会：蟹瀬誠一
- 藤原直子の友達：高田麻美子
- 佳織の友人：山谷夏未、藤井真喜子
- 雄次の愛人：太田瞳
- ブリテリ：金森えりな
- CDショップの店員：新井大介
- 成一のグループ：田中宏昌
- トークショーのFD：坂井康浩
- 車掌：田口主将
- 密売するイラン人：マジード・アブドル
- イラン人密売組織のボス：ボブ・ダンヴィル
- アタッシュケースの男：桜井勉
- 沙耶香と間違われる少女：阿部麗子

## スタッフ
- 製作・配給：青少年育成国民会議
- 企画：AVP(アーティスト・ボランティア・プロジェクト）
- 製作総指揮：細川隆一郎、西原春夫
- 監督：菅原浩志
- プロデューサー：加藤和廣、吉原勲、桜井勉
- 脚本：加藤正人
- 撮影：佐々木原保志
- 音楽：藤原いくろう